# Somos Néctar
Somos Néctar (también conocido como: Somos Néctar, la película) es una película de comedia peruana de 2017 dirigida por Coco Bravo (en su debut como director), producida por Deyvis Orosco y escrita por César de María.
Está inspirada en la orquesta musical peruana Grupo Néctar, sirviendo como homenaje tras la muerte de los miembros originales en un accidente automovilístico en Argentina en 2007. Esta protagonizada Mabel Duclós, Junior Silva, Óscar Beltrán, Carlos Casella y Deyvis Orosco. La película se estrenó el 5 de octubre de 2017 en cines peruanos.

## Sinopsis
Han pasado 10 años del accidente automovilístico que dejó un gran vacío en los fanáticos del Grupo Néctar, es así que nos encontramos con la historia de Sarita una anciana que a pesar del Alzheimer no olvida la promesa que le hicieron sus tres nietos hace casi 10 años, un concierto con Jhonny Orosco y su grupo Néctar en su casa. Es así que empieza la aventura de Tato, Memo y Gianfranco, tres nietos dispuestos a lo que sea para no decepcionar ni herir los sentimiento de su amada abuela.

## Reparto
- Mabel Duclós como Sarita
- Junior Silva como Memo
- Oscar Beltrán
- Carlos Casella
- Deyvis Orosco como Él mismo
- Mayella Lloclla
- Mónica Torres
- Jazmín Pinedo como Karina[6]
- Sheyla Rojas[7]

## Producción
La película comenzó a filmarse el 22 de mayo de 2017 en medio del concierto de Deyvis Orosco en la explanada Plaza Norte. El rodaje terminó el 15 de julio de 2017.

## Recepción
Somos Néctar atrajo a más de 60.000 personas en su primer día en cartelera. A culmine de su primera semana en cartelera, la película atrajo a 100.000 espectadores. A fin de año la película atrajo a 308.523 espectadores al cine, convirtiéndose en la séptima película peruana más taquillera del 2017.